# 威廉王街

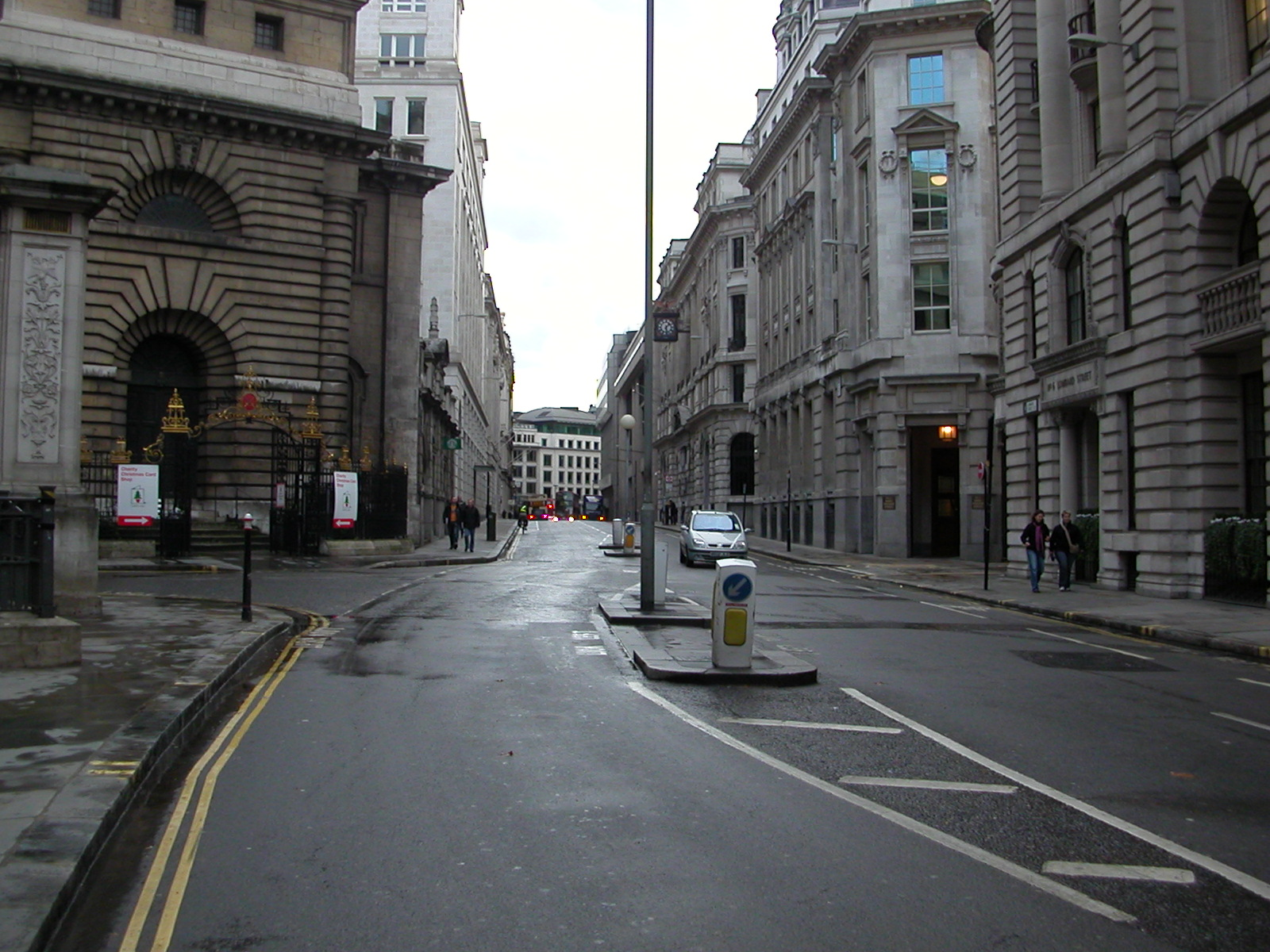
威廉王街

威廉王街（英語：King William Street）是伦敦的历史核心和现代金融中心伦敦市的一条街道。其北端与朗伯德街的路口是伍尔诺斯圣马利亚堂，东南到纪念碑交叉口，与恩典堂街和坎农街交汇，然后继续向南到伦敦桥。最近的地铁站是银行–纪念碑站。

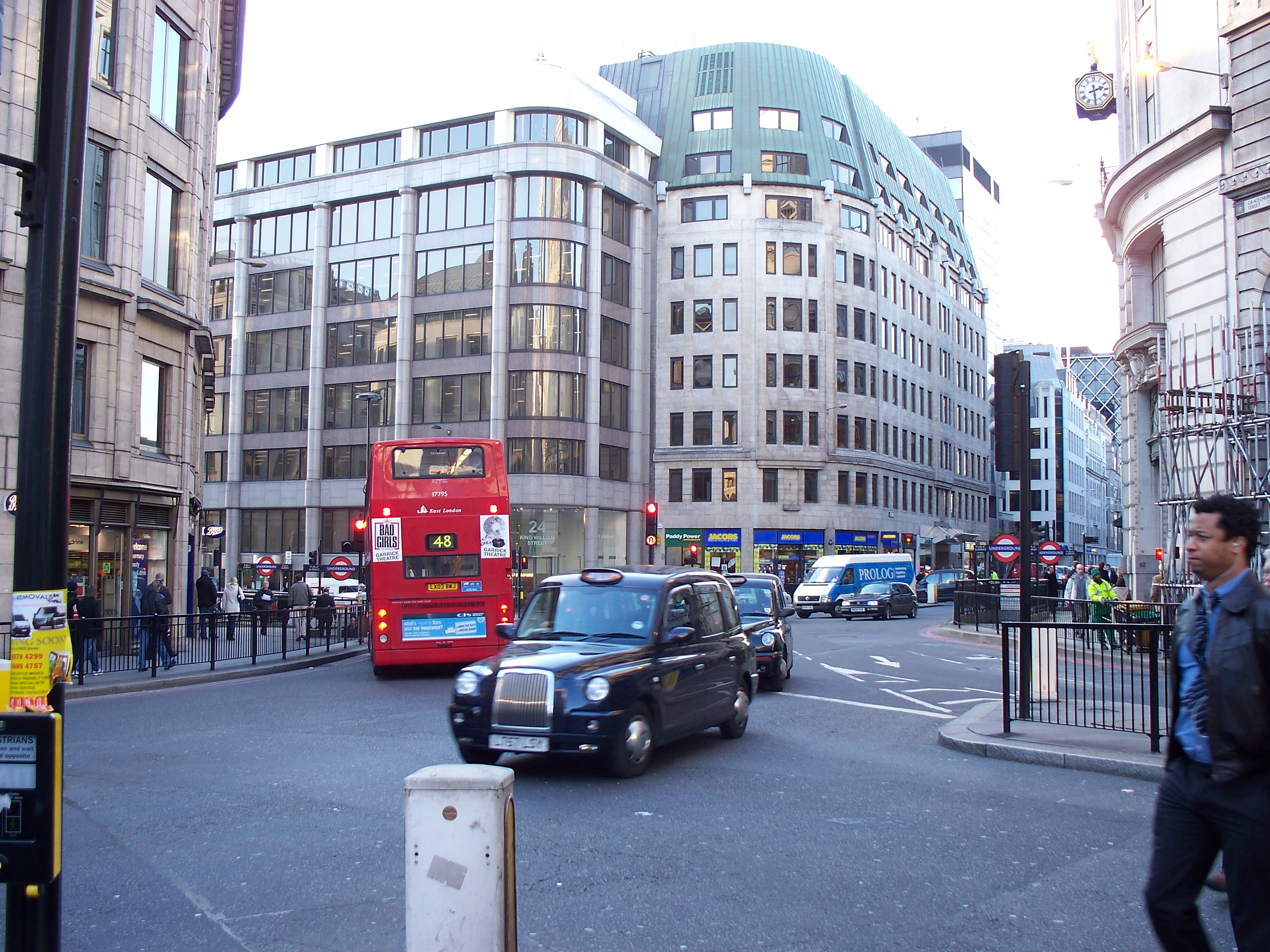
纪念碑交叉口

威廉王街建于1829-35年，得名于当时的英国君主威廉四世。今天，这里有许多投资银行和公司。1号是罗斯柴尔德的伦敦办事处。阿德莱德府是一座二级登录建筑，位于威廉王街南端，毗邻伦敦桥。